# Игенсартов, Габдиман
Габдима́н Игенса́ртов (каз. Ғабдиман Игенсартов; 1902—1976) — казахский советский поэт, Народный акын Казахской ССР (1962).

## Биография
Происходит из подрода майлык рода каракесек племени аргын.
Учился у муллы, затем после Октябрьской революции занимался самообразованием. Участвовал в установлении Советской власти и коллективизации в ауле. В 1927—1928 годах был председателем комитета бедноты Темирской волости, исполкома Каркаралинского округа, член ЦИК КазАССР (1929). В 1930-1960 годах работал в советских, хозяйственных органах Карагандинской области, параллельно — собственным корреспондентом, заведующим отделом областной газеты «Советтік Қазақстан», Каркаралинской районной газеты «Коммунизм таңы». Делегат Всероссийского 14-го съезда Советов, 5-го съезда Советов СССР.

## Творчество
Начал печататься в 1920 году. Среди его наиболее известных произведений:
- 1930 «Плач белого барана» (стихотворение)
- 1934 «Поэма о хлебе»
- 1949 «Жизнь в лаве» (поэтический сборник)
- 1953 «Слово шахтёра» (поэтический сборник)
- 1959 «Стихи» (поэтический сборник)
- 1961 «Чинара» (поэтический сборник)
- 1964 «Мечта» (поэтический сборник)
- 1964 «Поэмы» (поэтический сборник)
- 1968 «Целина» (поэтический сборник)
- 1970 «Айдау Абен» (поэтический сборник)